# 小堀勝啓
小堀 勝啓（こぼり かつひろ、1950年〈昭和25年〉6月26日 - ）は、CBCテレビ（CBC）の元アナウンサー。2015年7月1日からは、フリーアナウンサーとして活動している。
北海道帯広市出身。その縁で、2014年3月25日から2016年9月30日までは、北海道十勝総合振興局から「とかち観光大使」を委嘱されていた。日本ペンクラブ会員。

## 人物

### 報道マンからアナウンサーへ
北海道帯広柏葉高等学校を経て、東海大学文学部広報学科に進学。学生時代は、アナウンス専門学校に通っていた。
大のビートルズファンであることから、日本武道館での公演を主催した中部日本放送（CBC）への入社を志望。大学卒業後の1973年に入社した（同期に多田明子）。入社の時点でアナウンサーを志望していたが、入社後にテレビニュース部へ配属。報道カメラマンを経て、愛知県警本部の記者クラブを担当する。当時、記者クラブに「フラワーハットに、パンタロン」の恰好で現れ、同業他社の記者や県警職員を驚かせる。この時、CBCのニュース フィルム編集を担当していた、現在の夫人と知り合う。
1975年、念願のアナウンス部に異動。ラジオは『カトレヤミュージック』『星空ワイド 今夜もシャララ』のパーソナリティなど、数多くの番組を担当する。バラエティ系でありながら、音楽に関連したトークを欠かさず独自の立場を作り、知名度を上げた。
洋楽番組を一手に引き受けるなど、自ら得意とする音楽分野の番組を始め、アナウンサーに留まらないタレント性を発揮する様になる。また、同じ誕生日で毎日放送アナウンサーだった斎藤努ら共にTBSへ出向し、1979年に全国ネットのテレビ番組『おはよう700』のアメリカ長期取材のレポーターを務めた。
一方で、スポーツに疎かったため、スポーツアナの対極ともいえる立場で、野球嫌いを公言して憚らず、野球中継などで番組が短縮されると、その不満を放送内で吐露する事があった（後年、中日ドラゴンズを扱うコーナーを含んだ、ワイド番組を担当後は野球の話をする様になった）。

### 名古屋の人気アナの座に
『星空ワイド 今夜もシャララ』終了後、1982年10月よりスタートしたCBCラジオの夜ワイド番組『小堀勝啓のわ!Wide とにかく今夜がパラダイス』で、独特のキャラクターが幅広い世代で好感を呼び、「名古屋の人気ナンバーワンアナ」の地位を確立する。1983年、富田靖子主演映画『アイコ十六歳』に、用務員のおじさん役で出演。

### ラジオからテレビへ
CBCは当時、テレビ、ラジオの兼営局であり、『わ!Wide』担当当時、ニュースや台風情報などのテレビ番組に時折登場していたが、小堀自身がテレビに対し萎縮しており、独特のファッションとキャラクター故に評判が悪く「俺はテレビには向いてない」と語っていた。
1989年7月14日深夜に放送された、名古屋市で開催された「世界デザイン博覧会」の前夜祭 特別番組『史上最大の夜ふかし』（CBCテレビ）の総合司会を担当。ラジオの様に進行し、好評を博した。これがテレビへの布石となり、同年10月、小堀は平日の夕方5時台前半のテレビ情報番組『小堀勝啓の時代塾』の担当になる。
これにより、7年間に渡って放送した『わ!Wide』は終了。最終回を迎えた1989年9月28日、同局1階にあったガラス張りのスタジオ「CBC レインボースタジオ」の前には、最終回の生放送に臨む小堀を見届けようと、終了を惜しむファンが多数集結。その盛況振りを、CBCテレビの報道セクションが取材。当日深夜のテレビのローカルニュースで取り上げ、最後まで、その人気を示した。
1990年3月26日から、夕方ワイド番組『ミックスパイください』のメインキャスターを担当。長年のアナウンサー、報道記者としての経験を活かした番組進行と、ラジオ時代に培った芸能界への人脈をフルに活用。多彩なゲストが番組に出演するなど、番組終了までの足掛け9年間、「名古屋の夕方の顔」として活動した。
『ミックスパイください』終了後はテレビ、ラジオ番組のナレーションを数多く担当。テレビ、ラジオを問わず、幅広い年代の支持を得ている。『わ!Wide』以降、アナウンサーとしての業務の他、雑誌連載、数多の書籍の出版、番組スタッフとバンド結成。「KOBORI BAND」名義でCBS・ソニーから1984年に「涙のハイスクールパーティ」をリリースした。

### 再びラジオへ
1999年4月5日から、CBCラジオの昼ワイド『小堀さんのRadio DAYS』を担当するが、10年のブランクは大きく、裏番組の『宮地佑紀生の聞いてみや～ち』（東海ラジオ）に惨敗。「コンビニとのタイアップ弁当」「花姉妹」などの話題を振りまくも、2000年6月2日、同局の創立50周年特番のプロデューサーに専念するため終了した。後に特番や公録などで時折出演。同年10月、『ブラボー! デジオ ワールド』でCBCラジオのレギュラー番組に復帰。
2001年4月からの1年間、平日の「カトレヤミュージック」パーソナリティ。『デジオ ワールド』の路線を受け継いだ『小堀勝啓のカモナ マイラヂオ』を担当した。『デジオ ワールド』『カモナ マイラヂオ』では、奥山敬造とのコンビで、中高年層に的を絞った選曲と話題が一定の支持を集め、帯ワイド復帰に繋がった。
2002年4月1日、『デジオ - 』『カモナ - 』のエッセンスを活かし、CBCラジオの平日帯 夕方ワイド『小堀勝啓の心にブギウギ!』を担当。パートナー無し、枠読みとニュース読みを一人でこなした。同年度には、JNNアノンシスト賞のラジオCM部門で、最優秀賞を受賞している。
『心にブギウギ!』では開始以来、聴取率が好調に推移。2006年夏の調査では聴取率1位（＝同率1位）、2006年冬の調査では単独1位を獲得している。その一方で、小堀は同年度に、アノンシスト賞のラジオCM部門で再び最優秀賞を受賞した（当時の後輩アナウンサー・丸山蘭那との同時受賞）。
2009年4月改編で、同番組の放送枠を『ツー快!お昼ドキッ』と統合。この統合によって5時間の生ワイド番組『ごごイチ』が誕生したことを機に、金曜日（『ごごイチ ゴールド』）のパーソナリティとして事実上続投した。他曜日は男女1人ずつの2人コンビで進行していたが、小堀のみ『心にブギウギ!』に続き単独でパーソナリティを担当。その一方で、水曜日にも、番組内のニュースコーナーに出演した。『ごごイチ』月 - 木曜日は2011年4月改編から放送時間を3時間に短縮したが、金曜日のみ『ごごイチ ゴールド』に改称の上、2012年3月30日の番組終了まで5時間の生放送を継続した。
2012年4月8日からは、日曜日の生ワイド番組『新栄トークジャンボリー 小堀勝啓のお気楽パラダイス』のパーソナリティを単独で担当。番組開始当初の放送時間は、歴代のレギュラー番組で最も長い6時間だった。

### フリーアナウンサーへ転身
2015年6月26日で65歳に達したことから、同月30日付でCBCを退職。退職の翌日からは、フリーアナウンサーとして活動するとともに、CBC制作番組へのレギュラー出演を続けている。また、退職を機に、「コボリズム」という個人ブログをアメーバブログに開設した。

## 現在の出演番組

### ラジオ
- 小堀勝啓の新栄トークジャンボリー（パーソナリティ）
  - CBCのアナウンサー時代から出演。前述したように、開始当初は、『新栄トークジャンボリー 小堀勝啓のお気楽パラダイス』というタイトルで放送していた。タイトルや放送枠の変更を経て、2021年4月以降は毎週日曜日の10:00 - 11:40に生放送。
- STAR CLASSICS Radio（パーソナリティー）
  - 2020年10月から放送開始。基本的に10月から翌年3月の半年間の放送。2024年度は日曜日18:15 - 18:30。

### テレビ
- まちイチ〜千里の道も一歩から〜　→　まちイチ〜Going 舞 Way!〜（ナレーター）
  - CBCのアナウンサー時代から出演。

## CBCアナウンサー時代の出演番組

### テレビ番組
- おはよう700（TBS）- 海外取材企画「キャラバン2」のレポーターとして、渡米
- ザ・ベストテン（TBS）- 3代目CBC追っかけマン（島津靖雄（現在はフリーアナウンサー）の後任。1984年4月から）
- 土曜9時ハンただ今参上! - 2代目メイン司会（中継パート担当）。1980年10月～1982年9月まで担当。
- 慎吾・小堀のこんばん話 - 1985～1986年にかけて、当時JNN各局のローカルセールス枠となっていた火曜22時台で放送された、CBCホールからの公開収録によるトークバラエティ番組。当初、柳沢慎吾・塩沢ときの司会でスタートしたが、開始間もなく塩沢が病気療養のために降板。代役として小堀が起用され、以後終了まで柳沢・小堀のコンビで放送が継続された。
- 小堀勝啓の時代塾
- ミックスパイください
- 進め!クリフハンガー冒険隊 - ナレーション
- 名古屋発!新そこが知りたい - ナレーション
- ユーガッタ!CBC - コーナー出演とナレーション
- KING OF INDIES～侍デリカテッセン  → KING OF INDIES～侍食堂
- そこが知りたい 特捜!板東リサーチ
- イッポウ - ナレーション

### ラジオ
- 0時半です松坂屋ですカトレヤミュージックです（1975年10月 - 1980年3月、2001年4月 - 2002年3月）
- おしゃれ瓦版（1975年10月 - 1976年9月）
- 歌謡曲です かわら版
- 星空ワイド 今夜もシャララ（1977年10月 - 1979年3月、1979年10月 - 1982年9月）
- 小堀勝啓のわ!Wide とにかく今夜がパラダイス（1982年10月 - 1989年9月）[1]
- 小堀さんのRadio DAYS（1999年4月 - 2000年6月）
- 小堀勝啓の心にブギウギ!（2002年4月 - 2009年4月）
- MiNoKoBo!〜MiNoっちゃお!KoBoっちゃえ!（月曜日）
- ごごイチ（ごごイチ ゴールド）（金曜日メイン・水曜日ニュース担当）
- 新栄音楽之穴
- 小堀勝啓の音楽は生が一番!

など

## ラジオCM
- 法律事務所ホームワン
- JA共済
- ユピテル
- ネッツトヨタ東名古屋 (現在のトヨタモビリティ東名古屋)
- 再春館製薬 痛散湯
- 豊田信用金庫

## 映画
- アイコ十六歳（1983年、用務員のおじさん役）

## 発売されたレコード
- 涙のハイスクールパーティ（CBSソニー、1984年）

## 発売された本
- 『とにかく名古屋がパラダイス : 愛都市を見つめて』海越出版社、1985年7月1日。NDLJP:12276268。
- 小堀勝啓のPARADISE CAFE（1988年）
- 脱線アジャパー王国ニッポン（1990年）
- 小堀勝啓のPARADISE CAFE 2
- PARADISE Caf´e/1992‐1996
- PARADISE Caf´e/1997‐2001
- 幸せを声にのせて　今日も明日もアナウンサー（2016年）桜山社

## 関連人物
- 加山雄三－ビートルズと並び、少年期の小堀に大きな影響を与えたとされる人物。2006年6月にはCBC創立55周年特別番組で、夢の対談が実現した。
- つボイノリオ－CBCラジオを代表するラジオパーソナリティ。小堀が『わ!Wide』から、テレビ番組の担当に異動した際「ラジオ界にとって大きな損失」として、その才能を評価。
- ばんばひろふみ－小堀が私的にも親交が深い歌手の一人。CBCラジオ「ツー快!お昼ドキッ」のパーソナリティを務めた関係で、小堀の番組に居残り出演した事があった。『ザ・プロ野球 燃えよドラゴンズ!』（CBCテレビでのドラゴンズローカル中継時のタイトル）の副音声企画を2人が担当した際、野球から筋がそれた話を多くする傾向が強かった。
- 坂崎幸之助－同上。THE ALFEEのアコースティック・ギターとボーカル担当。小堀と同じく、ビートルズに感銘を受けた、音楽家の一人。1996年6月、CBCラジオで放送した特別番組『こんばんは ビートルズです』で小堀と共にパーソナリティを担当。1997年・2000年にも同番組に出演。小堀が担当したテレビ・ラジオ番組で出演回数が多く、日本の1960・1970年代フォークに造詣が深い。
- 高見沢俊彦－同上。THE ALFEEのエレクトリック・ギターとボーカル・リーダー。
- 桜井賢－同上。THE ALFEEのエレクトリックベースとボーカル担当。
- 田原俊彦－同上。
- 岡村孝子－同上。名古屋に新曲キャンペーンに訪れた際、小堀の番組にゲスト出演する事が多い。
- 夏川りみ－同上。
- 森山直太朗－同上。
- 平原綾香－同上。
- 平野裕加里（元CBCアナウンサー）－『ミックスパイください』初代アシスタント。『ごごイチ』の火曜パーソナリティを務めた。
- 山口智充－『ミックスパイください』担当当時、中継レポーターとして出演。同番組最終回では小堀の物真似を行い、労を労った。
- 南部志穂－『小堀勝啓の心にブギウギ!』金曜日リポーター。
- 小森まなみ－ 1980年代後半、『ラジオパラダイス』人気パーソナリティ投票で、それぞれ男性部門と女性部門の座を長期に渡り独占した。『わ!Wide』にゲスト出演。
- 久野誠－小堀がニュースを担当した『ごごイチ』水曜日のパーソナリティ。